# Făt-Frumos din lacrimă
„Făt-Frumos din lacrimă” este un basm cult scris de Mihai Eminescu  având ca sursă de inspirație basmul popular românesc.
A fost publicat pentru prima dată la 15 noiembrie 1870 în revista Convorbiri literare, apoi în volumul postum Versuri și proză din 1890.
„Făt-Frumos din lacrimă” este primul basm-poem din literatura română cultă.

## Prezentare
„Înduplecată de rugăciunile împărătesei îngenuncheate, pleoapele icoanei reci se umeziră și o lacrimă curse din ochiul cel negru al mamei lui Dumnezeu. Împărăteasa se ridică în toată măreața ei statură, atinse cu buza ei seacă lacrima cea rece și o supse în adâncul sufletului său. Din momentul acela ea purcese îngreunată.”

### Expozițiunea
Ajunsă la bătrânețe și fără a avea urmași, o împărăteasă adresează rugăciuni pline de lacrimi Maicii Domnului.
Aceasta îi dăruiește un copil, care a fost numit Făt-Frumos din lacrimă.

### Intriga
Tânărul crește repede și se dovedește a fi foarte viteaz.
Ia decizia de a pleca în lume pentru a se lupta singur cu oștile inamice împărăției tatălui său.
Ajunge la împărăția vecină, al cărui tănâr împărat îi devine frate de cruce și îi mărturisește că se teme de Muma-pădurilor, care făcea ravagii pe teritoriul său, ucigându-i supușii.
Făt-Frumos o așteaptă noaptea, se luptă cu ființa malefică, o învinge și o leagă în lanțuri, dar aceasta reușește să fugă astfel imobilizată.

### Desfășurarea acțiunii
Tânărul erou pleacă pe urmele acesteia și în drumul său cunoaște o fată frumoasă, Ileana, de care se îndrăgostește.
Ulterior află că era chiar fata Mumei-pădurilor și din nou este nevoit să lupte cu aceasta.
Reușește în final să o ucidă iar cei doi îndrăgostiți pleacă la împăratul cel tânăr, care la rându-i mărturisește că este îndrăgostit de fata Genarului, un om care trăiește vânând prin păduri.
După mai multe peripeții, Făt-Frumos reușește să o răpească pe fata Genarului.

### Punctul culminant
Cei doi ajung la curtea împăratului cel tânăr și sunt primiți cu mare bucurie.

### Deznodământ
Făt-Frumos din lacrimă se căsătorește cu Ileana fata Mamei-Pădurilor, iar prințul mai tânăr se căsătorește cu fata Genarului.

## Personaje
- Făt-Frumos din lacrimă
- Fata Genarului
- Împăratul
- Împăratul vecin cel tânăr
- Genarul
- Muma pădurii (Mama Pădurii)
- Ileana
- mama lui Făt-Frumos din lacrimă
- tatăl lui Făt-Frumos din lacrimă

Alte personaje fantastice: Motanul năzdrăvan, împăratul țânțarilor și al racilor, calul năzdrăvan

## Analiză literară
La fel ca în toate basmele populare, protagonistul narațiunii (Făt-Frumos din lacrimă) își găsește mireasa în timpul unei călătorii inițiatice și își demonstrează loialitatea față de prietenul său, cu care se face frate de cruce. În călătorie, eroul își descoperă și modelează unele trăsături de caracter, ca de exemplu: curajul, înțelepciunea, fidelitatea, demnitatea, modestia,  tenacitatea, generozitatea, sensibilitatea și altele.
Timpul în care are loc povestea ține de fabulosul creștin: pe când Dumnezeu „călca încă pietroasele pustii ale pământului”. Astfel intervenția divină este posibilă: la rugămintea Sfântului Petru, Dumnezeu îl reîntrupează pe Făt-Frumos din lacrimă după ce Genarul l-a preschimbat în izvor.
Obiecte magice care apar în basm sunt: peria, cutea și năframa care se transformă în pădure, stâncă și, respectiv, lac.
Deosebirea între basmele populare și acesta este folosirea caracterului poematic în descrieri. De exemplu, Făt-Frumos când a plecat în lume, „horea și doinea”, își arunca buzduganul „să spintece norii”; sau:  „Văile și munții se uimeau auzindu-i cântecele, apele-și ridicau valurile mai sus ca să-l asculte”. O furtună animă povestea, după ce Făt-Frumos o înfrânge pe Mama Pădurii: „cerul încărunți de nouri, vântul începu a geme rece și a scutura casa mică”. 
Rochia de mireasă a Ilenei  conține toate florile de la câmpie: „trandafirul cel înfocat, crinii de argint, lăcrămioarele sure ca mărgăritarul, mironosițele viorele și florile toate, s-adunară vorbind fiecare în mirosul ei și ținură sfat lung cum să fie luminele hainei de mireasă; apoi încredințară taina lor unui curtenitor flutur albastru, stropit cu aur”.